# Tegnestift
En tegnestift er en kort nål med et rundt, fladt eller formet hoved, der anvendes til at fastgøre papir eller mindre objekter til typisk en opslagstavle af kork eller andet halv-blødt materiale eller på en tegneplade af træ.